# 環境改変技術敵対的使用禁止条約の承認に関する決議
環境改変技術敵対的使用禁止条約の承認に関する決議（かんきょうかいへんぎじゅつてきたいてきしようきんしじょうやくのしょうにんにかんするけつぎ、国連総会決議31/72、英語:United Nations General Assembly Resolution 31/72 on the Convention on the Prohibition of Military or Any Other Hostile Use of Environmental Modification Techniques）は、1976年12月10日に国際連合総会の第31回総会で採択された環境改変技術敵対的使用禁止条約の承認に関する決議。略称は、UNGA Res.31/72。

## 概要
環境改変技術敵対的使用禁止条約の承認に関する決議は、「現在あるいは将来開発される技術により自然界の諸現象を故意に変更し(例えば地震や津波を人工的に起したり台風やハリケーンの方向を変える)、これを軍事的敵対的に利用すること」の禁止を目的とする環境保全と軍縮に関する条約の承認に関する決議で、同条約は、「津波、地震、台風の進路変更等を人工的に引き起こして軍事的に利用すること」を禁止する内容したり、締約国の義務的措置や、苦情申し立ての手続きを規定する内容となっている。

## 経緯
人工的な環境改変技術の軍事的あるいは敵対的意図による使用に関する問題は、1970年代始め国際アジェンダに浮上した。米国は1972年7月、気候改変技術を敵対的意図で使用することを放棄することを表明。1973年、米国連邦上院議会は「戦争兵器としてのあらゆる環境又は地球物理学上の改変活動の禁止 （"prohibiting the use of any environmental or geophysical modification activity as a weapon of war"）」に関する国際条約の起草を求める決議を可決。当時の大統領リチャード・ニクソンは国防総省に対し、気象およびその他の環境に対する改変技術（→気象兵器）についての詳細な報告を命令し、ニクソン政権は旧ソビエト連邦（ソ連）と共に国際条約締結に向けての交渉を開始。翌1974年7月、ソ連側は交渉に応じ二国間協議が開始され、1975年8月、米国とソ連はそれぞれジュネーブ軍縮会議（CCD）に同内容の条約案を提出。1976年には同条約の修正協議が終結し、条約案が完成。1976年10月、同条約は国連総会で承認を求められ、賛成96：反対8：棄権30の賛成多数により採択された

。